# 오르홍강

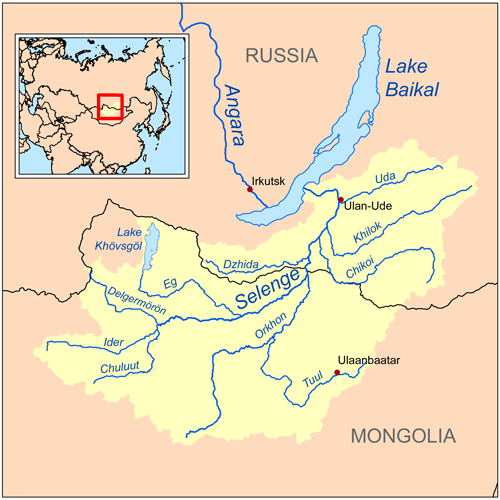
셀렝가강 강역

오르홍강(몽골어: Орхон гол, Orkhon gol)은 몽골의 강으로 셀렝가강의 지류이다. 아르항가이주에 위치한 항가이산맥에서 발원하여 북쪽으로 흐른다. 강의 길이는 총 1,124 km으로 발원지부터 북쪽의 셀렝가강에 합류하기 전까지의 길이이다.